# Imma asaphoneura
Imma asaphoneura är en fjärilsart som beskrevs av Edward Meyrick 1934. Imma asaphoneura ingår i släktet Imma och familjen Immidae. Inga underarter finns listade i Catalogue of Life.